# Füles (Ausztria)
Füles (németül Nikitsch, horvátul Filež) község Ausztriában, Burgenland tartományban, a Felsőpulyai járásban.

## Fekvése
Felsőpulyától 15 km-re északkeletre, Undtól 5 km-re északnyugatra, Sopronkövesdtől 6 km-re nyugatra fekvő horvát település.
A kataszteri közösségek Gyirót, Malomháza és Nikitsch.

## Nevének eredete
Neve puszta személynévből (Füles) való, de lehet hogy a nyúlban gazdag vidékével kapcsolatos. Régebbi neve (Ikecs) a szomszédos Malomházának régi magyar Ikecs nevéből alakult ki az in Ikitch téves felbontása révén. A horvát Filež név a magyarból való.

## Története
A régészeti leletek tanúsága szerint területén már 8000 évvel ezelőtt is éltek emberek. A Nikitschbach patak völgyében talált településmaradványok alapján az itt élők földműveléssel, szarvasmarha tenyésztéssel foglalkoztak. Az i. e. 1. században vasművességgel foglalkozó kelták éltek ezen a vidéken, majd az 1. században a Római Birodalom Pannónia tartományának része lett. A római uralom a 4. századig tartott. A 9. század elején frank és bajor lakosság települt itt le, majd őket szlávok és magyarok követték.
A mai települést 1150-ben "Philes" néven említik először. Ezt követően olykor a szomszédos Malomházával egy helységnek véve, máskor külön szerepel. 1194-ben "Vkas", 1195-ben "Hubec", 1264-ben "Files", 1311-ben "Terra Ikech", 1339-ben "Fyles", 1360-ban "Vgeid", 1371-ben "Filees", 1373-ban "Phyles", 1406-ban "Files", 1411-ben "Poss. Vkech vulgo Monahhaza vocata", 1455-ben "Files al. nom Vekschcz", 1462-ben "Fylees", 1495-ben "Poss. Molomhaza vocata alio nomine Kysfyles", 1499-ben "Predium Wkas" alakban említik a korabeli források.
Füles valószínűleg már a 13. században a Németújváriak birtokába került, 1311-ben Léka urának Németújvári Miklósnak a birtoka. 1371-ben a Kanizsaiak birtokába került. 1529-ben és 1532-ben elpusztította a török. 1535-ben a Nádasdy család szerezte meg a fülesi birtokot. A falut még 1536-ban is pusztaként említik, csak 1537 és 1540 között telepítette újra Nádasdy Tamás horvátországi birtokairól érkezett horvát telepesekkel, akik éppen a török elől menekültek északra. A második horvát betelepítési hullám 1559 és 1562 közé esett.
1593-ban a török ellen itt átvonuló császári csapatok nyomában pestisjárvány tört ki, melynek nyomában a házak harmada elnéptelenedett. 1605-ben Bocskai hajdúi, 1620-ban Bethlen hadai égették fel és rabolták ki a települést. A hadak pusztításainak helyrehozatala itt nem ment olyan gyorsan, mint a környező más településeknél melyek ebben az időben Esterházy-birtokok lettek. Füles a kevésbé gazdag Réchey és Sitkey családok zálogbirtoka volt és nem tudott olyan gyorsan fejlődni. A kastély mellett ugyan új majorság épült ekkor, 1661-ben azonban kihalt a Réchey család és birtokuk a koronára szállt. Ekkor a birtokot Léka várának ura Nádasdy Ference kapta adományként. Ezután birtokvita tört ki Réchey György özvegye Amadé Éva második férje Sennyey Adalbert és Nádasdy között. A vita azzal végződött, hogy 1676-ban Esterházy Pál herceg a Nádasdyak lékai uradalmát és a Sitkey birtokrészt is megvásárolta, ezzel a falu egy birtokos kezébe került. 1708-ban az újonnan létrejött fülesi uradalom Meskó Ádám révén a Meskó családé lett, majd 1903-ban a család házasság révén a Zichy-Meskó nevet vette fel. A birtok még 1990-es években is a család Zichy-Meskó ágának tulajdonában volt. Kastélya a régi 14. századi kastély helyén a 17. században épült, majd a 18. században és 1840-ben bővítették. 1945-ben szinte teljesen elpusztult, helyreállítása folyik.
Feltételezések szerint határában állott Bikug vára, melyet 1311-ben említenek, amikor a Kőszegieké volt. Ezután valószínűleg lerombolták. Pontos helye nem ismert, valószínűleg Sopronkeresztúr mellett, de Füles területén állott.
Vályi András szerint "FÜLES. Nikits. Horvát falu Sopron Vármegyében, földes Ura Báró Mesko Uraság, lakosai katolikusok, fekszik Nagy, és Kis Baromhoz egy mértföldnyire. Határja gazdag, és a’ természetnek külömbféle javaival meg áldattatott, első Osztálybéli."
Fényes Elek szerint "Füles, (Nikics), elmagyarosodott horvát falu, Sopron vmegyében, Sopronhoz délre 2 1/4 mfd., 1200 kath. lak., paroch. egyházzal. Van itt egy szép kastély és angolkert. Dombos határa középszerü, s kiterjed 5619 12/16 holdra, mellyből szántóföld 3607 8/16 h., rét 128 4/16, kert 78 3/16 h., szőlő 80 5/16 h., erdő 1659 hold, s áll tölgy, cser, nyír, fenyőfákból. Birja gr. Zichy Henrik; ezelőtt b. Meskó családé volt."
1910-ben 1899, többségben horvát lakosa volt, jelentős német kisebbséggel. A trianoni békeszerződésig Sopron vármegye Felsőpulyai járásához tartozott. 1921-ben Ausztria Burgenland tartományának része lett.
2006 augusztusában - mintegy a testvérkapcsolat szorosabbra fűzéseként - összekötő út épült Sopronkövesd és Füles között. 2007-től Und felé is megnyílt a korábban lezárt út.

## Népesség
2001-ben 1562 fő lakott, ebből 1390 fő horvát, 150 német, 15 magyar volt.

## Nevezetességei
- A Zichy-Meskó-kastély a község nyugati szélén kiterjedt angolpark közepén áll. Az írásos források szerint története az 1300-as évekig nyúlik vissza. A 17. században a régi kastély helyére a Réchey család új kastélyt építtetett, majd ezt a 18. század elején átépítették. Ekkor tűntek el az utolsó középkori részletek is. Környéke is alaposan megszépült, amikor az egykori gyümölcsös helyére halastavat és angolparkot létesítettek. A fák eltakarják a kastélyt, mely ma is magántulajdon a kíváncsi tekintetek elől.
- A Zichy-Meskó család neogótikus sírkápolnája a kastélytól délre áll.
- Szent Lőrinc vértanú tiszteletére szentelt római katolikus temploma 1932-ben épült a régi templom helyett. Barokk főoltára az oldalfigurákkal, a rokokó mellékoltárok és képeik, valamint a szószék és a feszület a régi templomból kerültek át. A főoltár képe viszont új alkotás. A templomot 1972-ben restaurálták.
- A templom előtt baldachin alatt áll Nepomuki Szent János 1737-ben kőből készített szobra.
- A falu déli részén áll a Szűz Mária kápolna a barokk Pieta-szoborral.
- A kápolna mellett áll a „Fájdalmak férfija” 1659-ben készült képoszlopa.
- A neogótikus Jézus Szíve-kápolna 1900-ban épült.
- A falu nyugati kijáratánál álló „Ecce Homo” szobrot 1659-ben emelték.
- A kastély bejáratánál álló Szent Flórián képoszlop 1740-ben készült.
- Páduai Szent Antalnak a falu északi végén álló képoszlopa 1742-ben készült.
- A Három Keresztet 1848-ban készítették, 1964-ben restaurálták.

## Híres emberek
Füles nagy szülötte vitéz Somogyváry Gyula, írói nevén Gyula diák, a Magyar Távirati Iroda osztályvezetője, a Magyar Telefonhírmondó és Rádió Rt. irodalmi igazgatója, író, költő, országgyűlési képviselő. Egész életét és művészetét meghatározta a trianoni országcsonkítás tragédiája. Regényeiben lokálpatriotizmusából adódóan hiteles emléket állít Sopron és környékének. Művei tudós helytörténészeknek is forrást szolgáltatnak. Igaz jelleme, hazaszeretete miatt a fasizmus és a magyarországi kommunizmus áldozata lett.

## Képgaléria

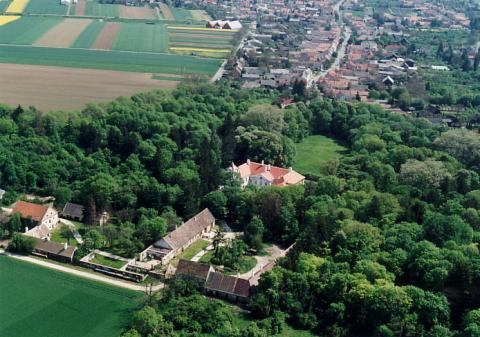
A fülesi kastély légifotója
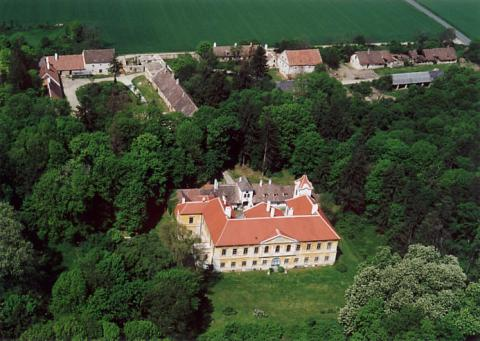
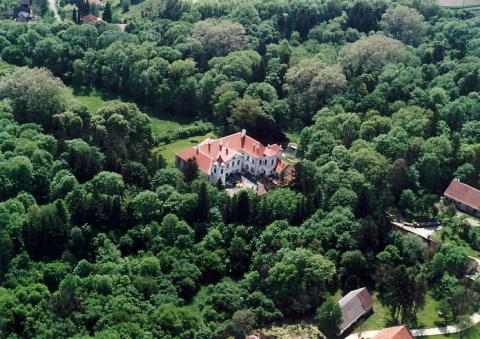
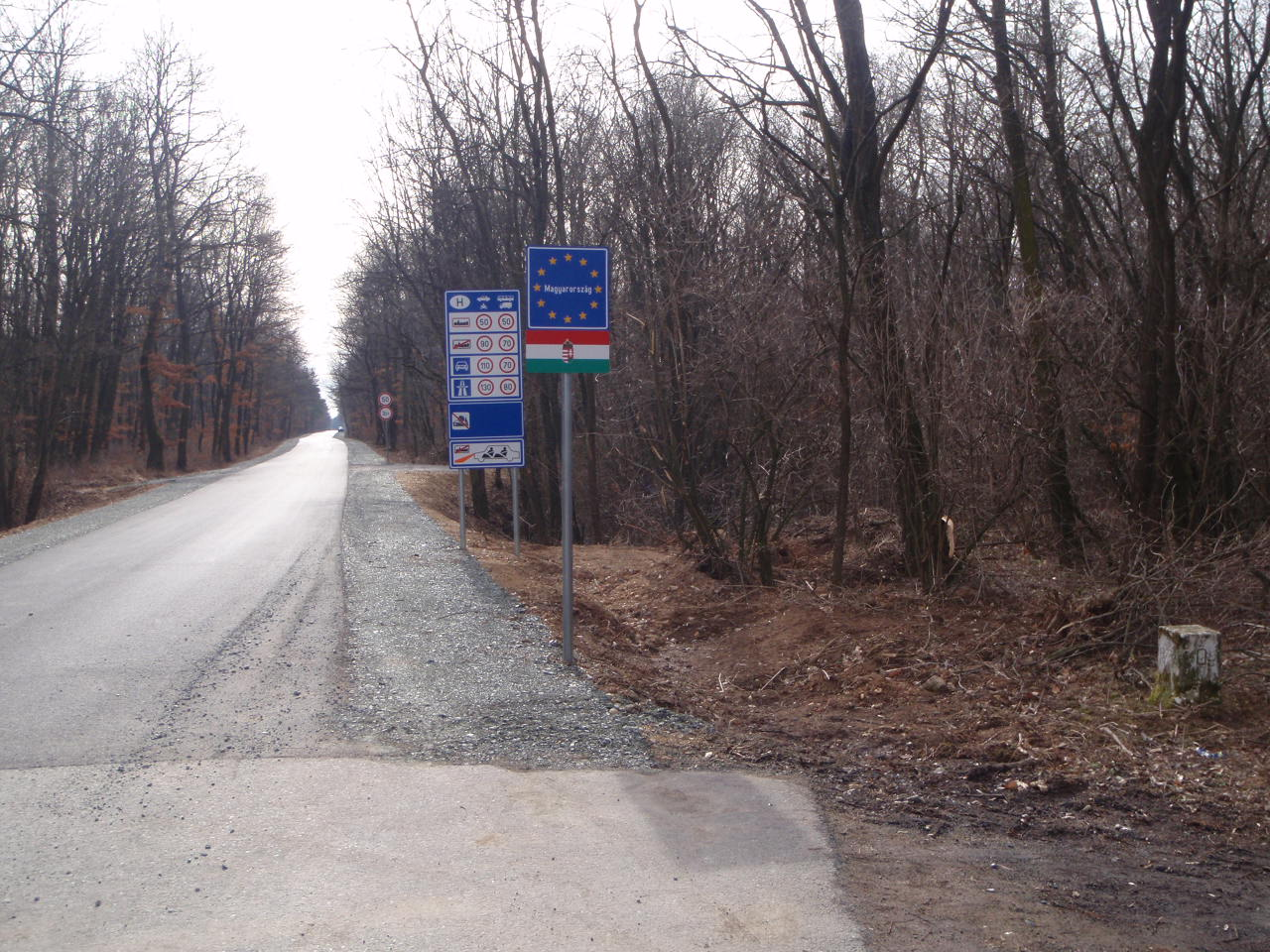
Und felé 2007-ben megnyitott közúti kapcsolat, felújítva 2011-ben

## Külső hivatkozások
- Hivatalos oldal
- Füles az Osztrák Statisztikai Hivatal honlapján
- A kastély honlapja
- A Granicari néptáncegyüttes honlapja Archiválva 2009. június 25-i dátummal a Wayback Machine-ben